# Кинологический фристайл

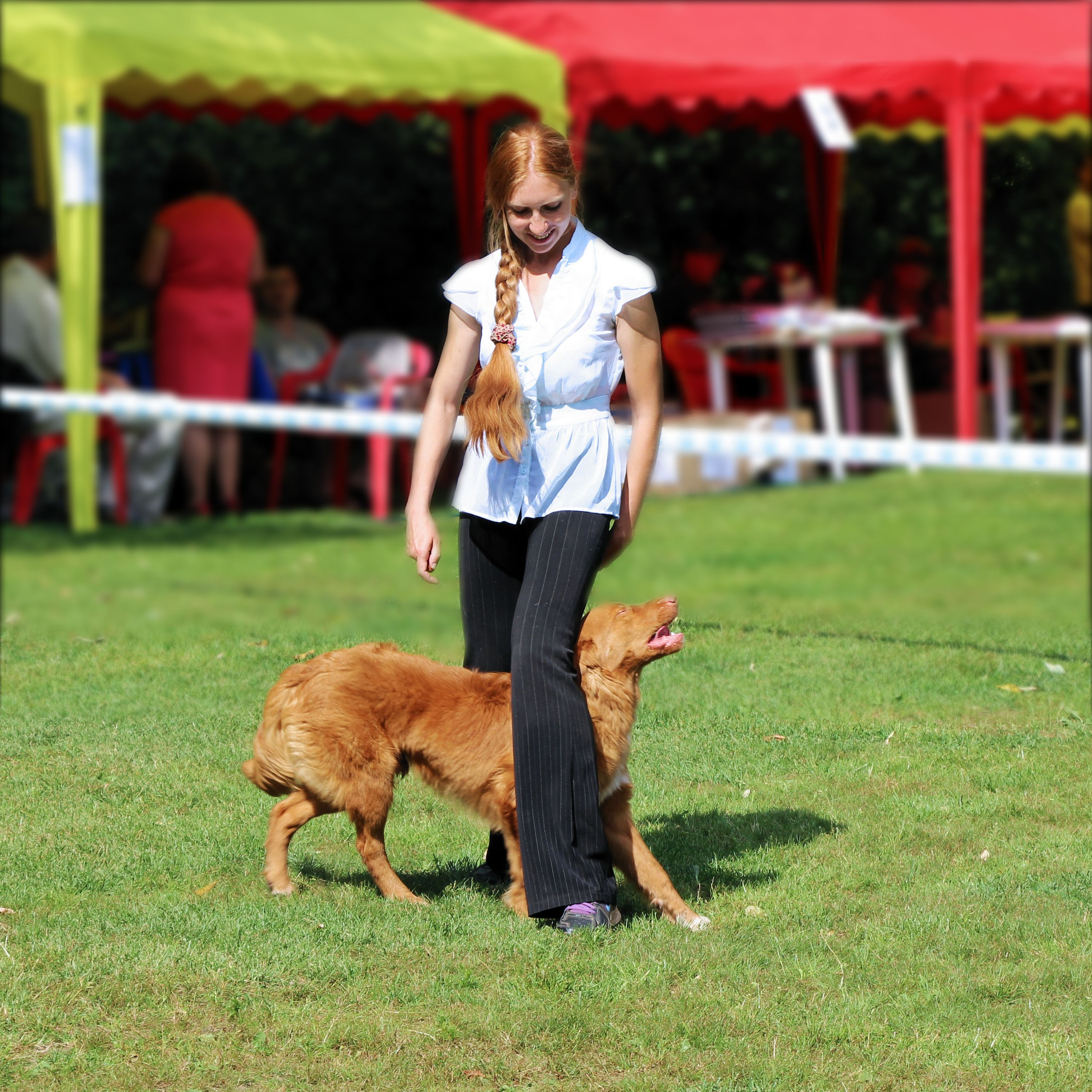
Показательные выступления по Фристайлу на выставке «XX-шоу». Москва

Кинологи́ческий фриста́йл (танцы с собаками) — вид кинологического спорта, который представляет собой сочетание упражнений на послушание, трюки и различные движения, совершаемые собакой и человеком под музыку. Сейчас по всему миру проводятся соревнования по танцам с собаками. Этот вид спорта активно набирает популярность в последние пять лет. В первую очередь в танце должны демонстрироваться способности и навыки собаки, а также взаимодействие собаки с проводником, который в свою очередь должен быть артистичным, демонстрировать хореографические навыки и гармоничную работу с собакой.
В России дисциплина «Фристайл» официально зарегистрирована при Министерстве спорта, туризма и молодёжной политики 05.06.2002.

## История
Существует несколько версий того, как были придуманы танцы с собаками. Фристайл как спорт возник в конце 1980-х годов. Тогда появились первые попытки проводить под музыку соревнования по обидиенс. Изначально фристайл напоминал конную выездку, и первое его название было — Heelwork to Music («движение рядом под музыку»). Затем в движениях собаки стала допускаться большая свобода, появились различные трюки: «змейки», прыжки, кружения на задних лапах и другие. Название стало неактуальным, и спорт разделился на две дисциплины. В разных странах стали появляться новые названия: музыкальный фристайл, кинологический фристайл, танцы с собаками, кинологические танцы, музыкальная «выездка». А «Движение рядом под музыку», как более строгий норматив со своими правилами стал отдельной дисциплиной.

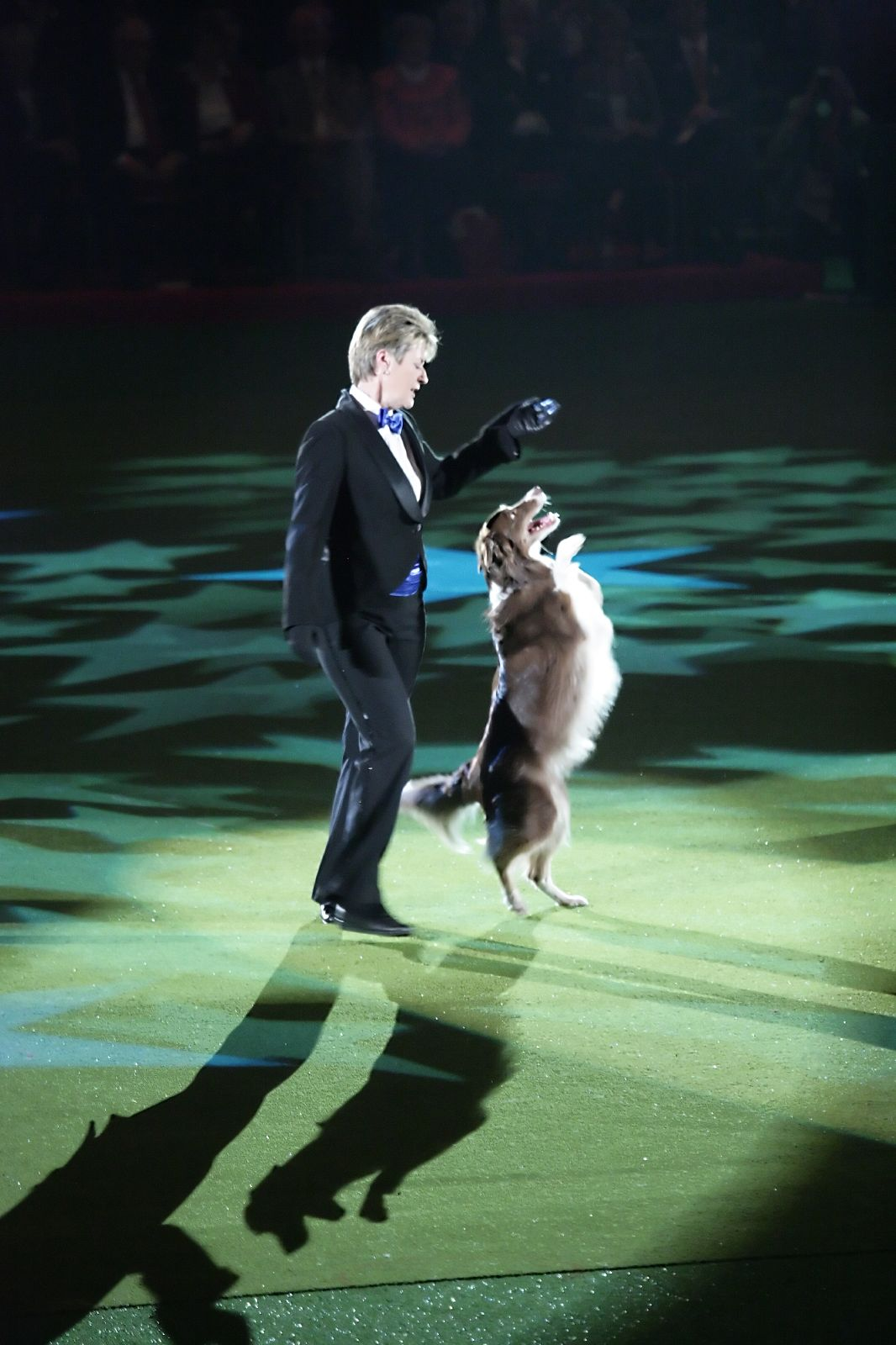
Выступление Мэри Рэй (слева) на выставке Crufts-2007

Фристайл появился в нескольких странах почти одновременно. Танцы зарождались в Канаде, Англии, США и Нидерландах. В 1990 году, в Великобритании, английская спортсменка и специалист по обидиенс Мэри Рэй, провела первое показательное выступление с собакой на семинаре, посвященном работе с собакой под музыку. В 1991 году на выставке Pacific Canine Showcase в Ванкувере был продемонстрирован танец, который исполнила Тина Мартин в костюме всадницы с золотистым ретривером. С 1992 года показательные выступления стали регулярно проходить и на известной выставке Crufts. Мэри Рэй позже стала первым президентом ассоциации Paws N Music, а Тина Мартин стала первым президентом Международной организации музыкального спорта с собакой (MCSI — Musical Canine Sports International) — первой официальной организации, занимающейся этим видом спорта. MCSI была основана в Канаде в 1991 году. 
Вскоре подобные организации появись в США и Англии. В каждом регионе рождался свой собственный стиль движений и костюмов. В США предпочтение отдавали сложности трюков и красоте нарядов, а в Англии, наоборот, больше ценили контакт с собакой. Танцевальные номера с собаками нередко становились частью различных представлений и шоу талантов.

## Организация соревнований
В 2005 году Кеннел-клуб Великобритании одобрил первые официальные правила данного вида соревнований, после чего фристайл с собакой стал официальным видом спорта. Правила соревнований могут отличаться в зависимости от страны, где они проводятся. Существует несколько организаций, которые проводят соревнования по музыкальному фристайлу. Кинологический фристайл — официальный вид спорта, признанный МКФ. Под эгидой этой федерации проводятся Чемпионат Мира и Чемпионат Европы по танца с собаками.
Наиболее известные из мировых организаций по кинологическому фристайлу:
| Страна         | Организация                                | Ссылка |
| -------------- | ------------------------------------------ | ------ |
| США            | World Canine Freestyle Organization        | [ 6 ]  |
| США            | Canine Freestyle Federation                | [ 7 ]  |
| США            | Musical Dog Sport Association              | [ 8 ]  |
| Канада и США   | Paws 2 Dance Canine Freestyle Organization | [ 9 ]  |
| Великобритания | Canine Freestyle GB                        | [ 10 ] |
| Великобритания | Paws n Music Association                   | [ 2 ]  |
| Япония         | Pawfect K9 Freestyle Club                  | [ 11 ] |
| Нидерланды     | Federatie Hondensport Nederland            | [ 12 ] |

В России состязания регламентируются правилами Российской кинологической федерации, разработанными на основе правил WCFO (World Canine Freestyle Organization) и правилами РЛК (Российской Лиги Кинологов), разработанными на основе действующих международных правил по кинологическому спорту Международной федерации кинологического спорта IFCS (International Federation of Cynological Sports).
К соревнованиям допускаются любые собаки независимо от породы и размера. Танец происходит на огороженной прямоугольной площадке с размером сторон от 15 до 30 метров. Программа должна быть построена таким образом, чтобы максимально использовать пространство ринга.
Разрешены любые безопасные для танцующих движения, с предпочтением к танцевальным и максимально совпадающим с тактом музыки. В официальных классах собака должна находиться в ринге без поводка. Сигналы, подаваемые проводником собаке, должны быть вписаны в хореографию и не отвлекать от выступления. Голосовые команды не должны звучать громко.

### Дисциплины и классы
Танцы с собаками включают две дисциплины: Движение рядом под музыку и Фристайл (свободное движение под музыку).

#### Движение рядом под музыку
В этой дисциплине требуется плотное движение собаки у ноги спортсмена в любом направлении.
|        |       |        |       |                   |                       |
| вперёд | назад | вправо | влево | вокруг по часовой | вокруг против часовой |

Разрешена лишь небольшая дистанция, которая необходима для отдельных элементов. Собака и человек двигаются в следующих основных позициях:
|                            | 2 рядом справа              | 3 валет слева              | 4 валет справа              | 5 впереди вправо              | 6 впереди влево              | 7 сзади вправо              | 8 сзади влево              | 9 между ног вперёд              | 10 между ног назад              |
| 1. Позиция «Рядом — слева» | 2. Позиция «Рядом — справа» | 3. Позиция «Валет — слева» | 4. Позиция «Валет — справа» | 5. Позиция «Впереди — вправо» | 6. Позиция «Впереди — влево» | 7. Позиция «Сзади — вправо» | 8. Позиция «Сзади — влево» | 9. Позиция «Между ног — вперёд» | 10. Позиция «Между ног — назад» |

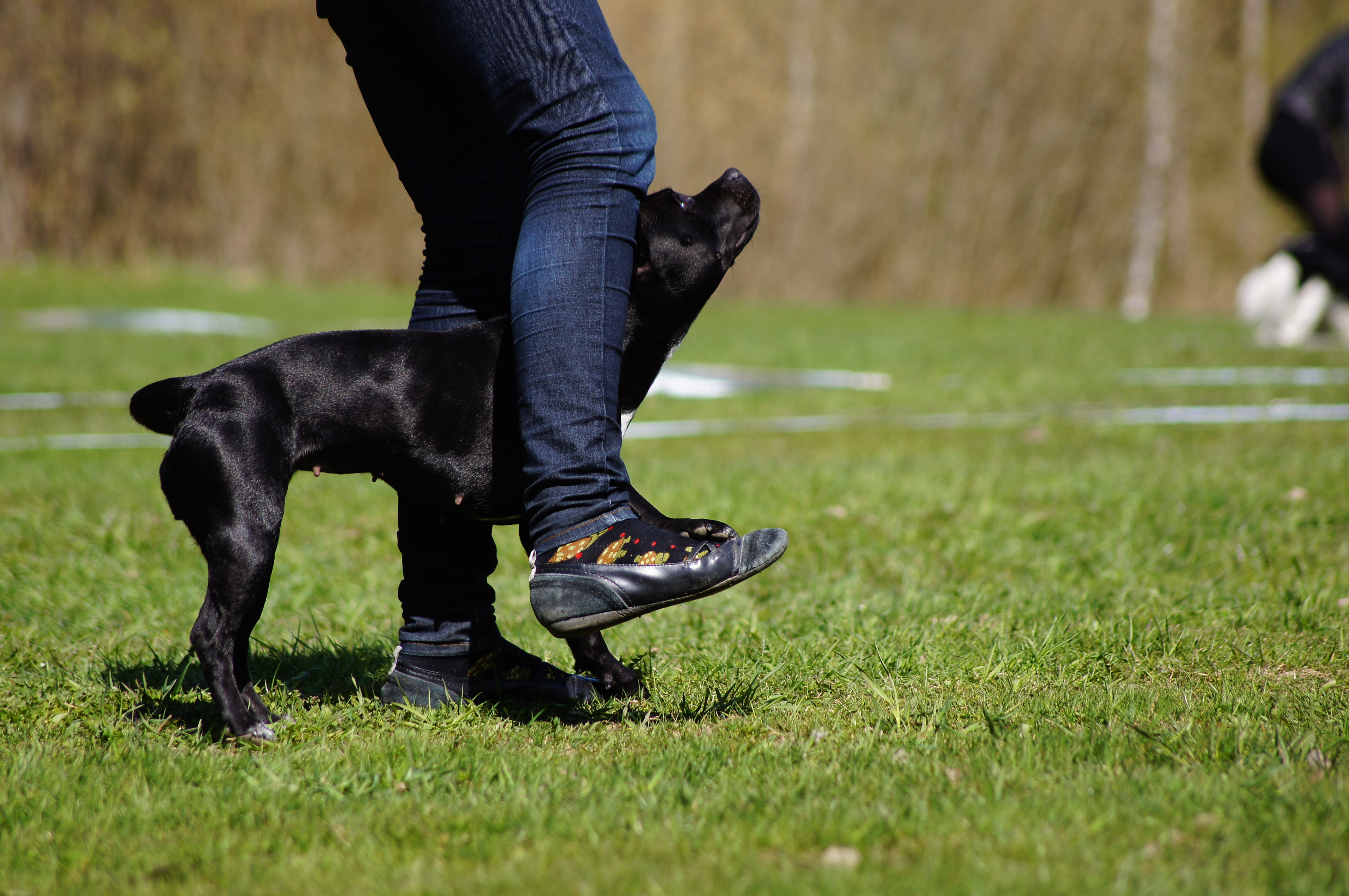
Движение в позиции 9 «Между ног — вперед»

Требуется, чтобы не менее 75 % от всего выступления составляли движения собаки у ноги спортсмена разными темпами и аллюрами. Остальные движения — элементы фристайла в любой позиции. Таких движений должно быть не более 25 % от всего выступления танцевальной пары. На продолжении всего выступления собака должна находиться на расстоянии не более 2 метров от проводника.

#### Фристайл
Эта дисциплина разрешает любые движения, демонстрирующие силу, ловкость и гибкость собаки, производимые в любом положении, в том числе и на расстоянии от человека. Собака может выполнять элементы «выездки» и фристайла в любом соотношении и последовательности.

#### Классы
Выступления проходят в официальных и неофициальных классах. Использование поощрения (лакомства, игрушек и т. д.) и вспомогательных средств (кликеры, поводок и т. д.) разрешается только в неофициальных классах. По правилам РКФ официальные классы в каждой дисциплине делятся на:
- Дебют — для собак старше 12 месяцев;
- Прогресс — для собак старше 18 месяцев;
- Мастер — для собак старше 18 месяцев.

Для перехода более сложный класс необходимо получить определённое количество баллов и оценку от судей на нескольких выступлениях на официальных соревнованиях в системе РКФ.
Неофициальные классы:
- Открытый — для собак не моложе 12 месяцев.
- Дети — для детей до 16 лет и для собак не моложе 12 месяцев.
- Ветераны — для собак старше 8 лет

В данных классах могут принимать участие все желающие, вне зависимости от наличия квалификации на официальных состязаний. Выступления в этих классах также оцениваются квалифицированными судьями, однако их проведение не требует оформления в РКФ. Такие выступления могут быть частью показательных на выставке собак или другом культурном мероприятии.

### Музыка
На соревновании большую роль играет выбор музыки и соответствие движений музыкальному такту. Музыкальное сопровождение может состоять из одного или нескольких музыкальных произведений. Стиль танца и музыкальной композиции может быть любым, но не содержать темы насилия, расизма, религии и секса. Музыка должна быть обыграна (интерпретирована). Спокойный и плавный танец для спокойной музыки или эмоциональный танец для быстрой ритмичной мелодии. Если в музыкальном произведении рассказывается история, это история должна найти своё отражение в танце. Танец должен гармонировать с музыкой. Все движения должны соответствовать музыке и отражать её характер. Представление создается и выполняется таким образом, чтобы движения собаки, проводника и музыка казались единым целым. Музыка должна соответствовать скорости собаки, её движениям и темпераменту.

### Костюмы
Костюм для собаки допускается, но не является обязательным. Он не должен сковывать или скрывать естественные движения собаки и быть гармоничным с костюмом спортсмена. Программа должна быть представлена таким образом, чтобы внимание было привлечено к работе собаки или совместной работе проводника и собаки. Проводник не должен акцентировать внимание на себе. Допускается присутствие реквизита, соответствующего теме музыкальной композиции.

### Процедура оценки состязаний
Судейство состязаний осуществляется 3 или 5 судьями. В версии правил РЛК число судей может быть равным 7 (для Всероссийских соревнований и открытого чемпионата Москвы) или 5 (для прочих соревнований). Главный судья обязан иметь судейскую квалификацию по танцам с собаками. Представленная программа оценивается по 3 критериям:
- Представление — Общее впечатление
- Уровень сложности и техника исполнения
- Музыка и интерпретация

Каждый из этих критериев оценивается максимум в 10 баллов. Оценка по каждому критерию определяются как среднее арифметическое оценок всех судей. Баллы, выставленные судьями, суммируются и делятся на 3 в случае, если судей 3. Если судей 5, то максимальная и минимальная оценка по каждому пункту отбрасываются, а оставшиеся просуммированы и поделены на 3.

### Значимые соревнования
Кроме выступлений в рамках Crufts широко известны первенства мира и Европы. Чемпионаты мира по танцам с собаками проходят в рамках Всемирной выставки собак, проводимой под эгидой Международной кинологической федерации. Первый чемпионат мира состоялся в 2010 году в Дании. В 2011 году Дания стала хозяйкой и первого открытого чемпионата Европы (Open European Championship).

#### Заочные соревнования
В США существуют заочные национальные и международные видеосоревнования. Участникам из стран с жесткими карантинными требованиями по ввозу или вывозу собак и участникам из стран, где ещё нет соревнований по фристайлу или до места проведения соревнования очень трудно добраться, предоставляется возможность записать своё выступление на видео и выслать его обычной почтой в оргкомитет.

#### Первые в России соревнованиях по фристайлу
Первое соревнование в России состоялось в Москве — «Чемпионат Москвы по фристайлу» в феврале 2002 года на Международной выставке собак CACIB FCI «Евразия — 2002». Участников было всего 5 человек: Екатерина Олехнович с метисом Рид и Марина Серова с бордер-колли Шани из клуба «ВМЕСТЕ», Ирина Трошина с ротвейлером Слайд из Кинологический центр Сокольники, Юлия Хома с самоедом Макс из Дворец детского творчества и Полина Ильина с малинуа Флинтом из КСС «Первомайский». 
При подготовке соревнований был проведен специальный семинар для судей. На нём подробно разбирались правила, и было проведено пробное судейство по видеозаписям показательных выступлений латышских спортсменов. Судили соревнования Елена Денисова, Галина Чоговадзе и Любовь Белавенец. Все они опытные эксперты РКФ по рабочим качествам, но в области фристайла это был их судейский дебют. 
Победителями соревнований стали Полина Ильина с малинуа Флинтом — им удалось исполнить свою программу наиболее четко. Нельзя не отметить костюмы участников: русский народный, ковбойский, латиноамериканский, испанский — они были специально подготовлены для соревнований и по достоинству оценены зрителями. 